# Соціалістичний Київ
«Соціалісти́чний Ки́їв» — журнал Київської міської ради робітничих, селянських та червоноармійських депутатів. Видавався з 1933 по 1937 рік. Публікував матеріали, пов'язані переважно з реконструкцією міста. З 1938 по 1940 рік виходив під назвою «Радянський Київ».